# Horcas
Horcas ist eine argentinische Thrash-Metal-Band aus Buenos Aires, die im Jahr 1986 gegründet wurde.

## Geschichte
Die Band wurde im Jahr 1986 von Gitarrist Osvaldo Civile gegründet, welcher vorher bei der Band V8 tätig war. Kurze Zeit später komplettierten Bassist Marcelo Dogo, Sänger Hugo Benítez und Schlagzeuger Gabriel Ganzo die Besetzung. Die Besetzung der Band änderte sich mehrfach in den folgenden Jahren. So verließ Bassist Eddie Walker die Band, um der Gruppe Lethal beizutreten. Im Gegenzug kam Claudio „Yankee“ Ortiz, Gitarrist von Lethal, zur Band. Dieser verließ jedoch kurze Zeit später wieder die Band. Im Jahr 1990 veröffentlichte die Band ihr Debütalbum Reinará la Tempestad. Im Jahr 1992 folgte das zweite Album Oid Mortales el Grito Sangrado.
Im Jahr 1995 stieß Sänger Christian Bertoncelli, vorher Sänger bei Imperio und Renacer, zur Band. Ab 1997 wurde er durch Sänger Walter Meza, vorher unter anderem bei Jeriko, Decay und Samurai tätig, abgelöst. Die Band erschien danach auf dem Titelbild des Magazins Epopeya. Als Titelbild suchte Oscar Civile ein Motiv aus, bei dem er mit dem Sensenmann an einem Tisch Karten spielte.
Im Jahr 1999 beging Gründungsmitglied Civile Selbstmord. Die Band entschied sich gegen eine Auflösung, ersetzte Civile durch einen anderen Gitarristen und veröffentlichte das Album Eternos gegen Ende desselben Jahres. Im Jahr 2002 erschien das nächste, selbstbetitelte Album. 
Im Jahr 2003 folgte mit Vive! ihr erstes Live-Album, dem im Jahr 2004 das nächste Studioalbum namens Demencial folgte. Zwei weitere Alben namens Asesino und Reviviendo Huestes folgten in den Jahren 2006 und 2008. Ein weiteres Live-Album namens La Maldición Continúa erschien im Jahr 2010.

## Stil
Charakteristisch ist der Einsatz von Doublebass, sowie von schnell gespieltem, abwechslungsreichem Gitarrenspiel. Die Texte sind durchgehend spanisch, wobei der Gesang einen rauen Klang hat.

## Diskografie
- 1990: Reinará la Tempestad (Album, Radio Trípoli Discos)
- 1992: Oid Mortales el Grito Sangrado (Album, Radio Trípoli Discos)
- 1995: Demo '95 (Demo, Eigenveröffentlichung)
- 1997: Vence (Album, NEMS Enterprises)
- 1999: Eternos (Album, NEMS Enterprises)
- 2002: Horcas (Album, El Pie)
- 2003: Vive! (Live-Album, El Pie)
- 2004: Demencial (Album, El Pie)
- 2006: Asesino (Album, Popart Music)
- 2008: Reviviendo Huestes (Album, Tocka Discos)
- 2010: La Maldición Continúa (Live-Album, Sony BMG)
- 2013: Por Tu Honor (Album, Tocka Discos)
- 2018: Gritando Verdades (Album, Eigenveröffentlichung)